# Bos taurus indicus
Lo zebù (Bos indicus Linnaeus, 1758) è una sottospecie di Bos taurus comune nei paesi tropicali. Ne esistono 75 diverse razze, distribuite in numero pressoché uguale fra Africa e Asia. In India, questa vacca viene considerata sacra.

## Denominazione scientifica

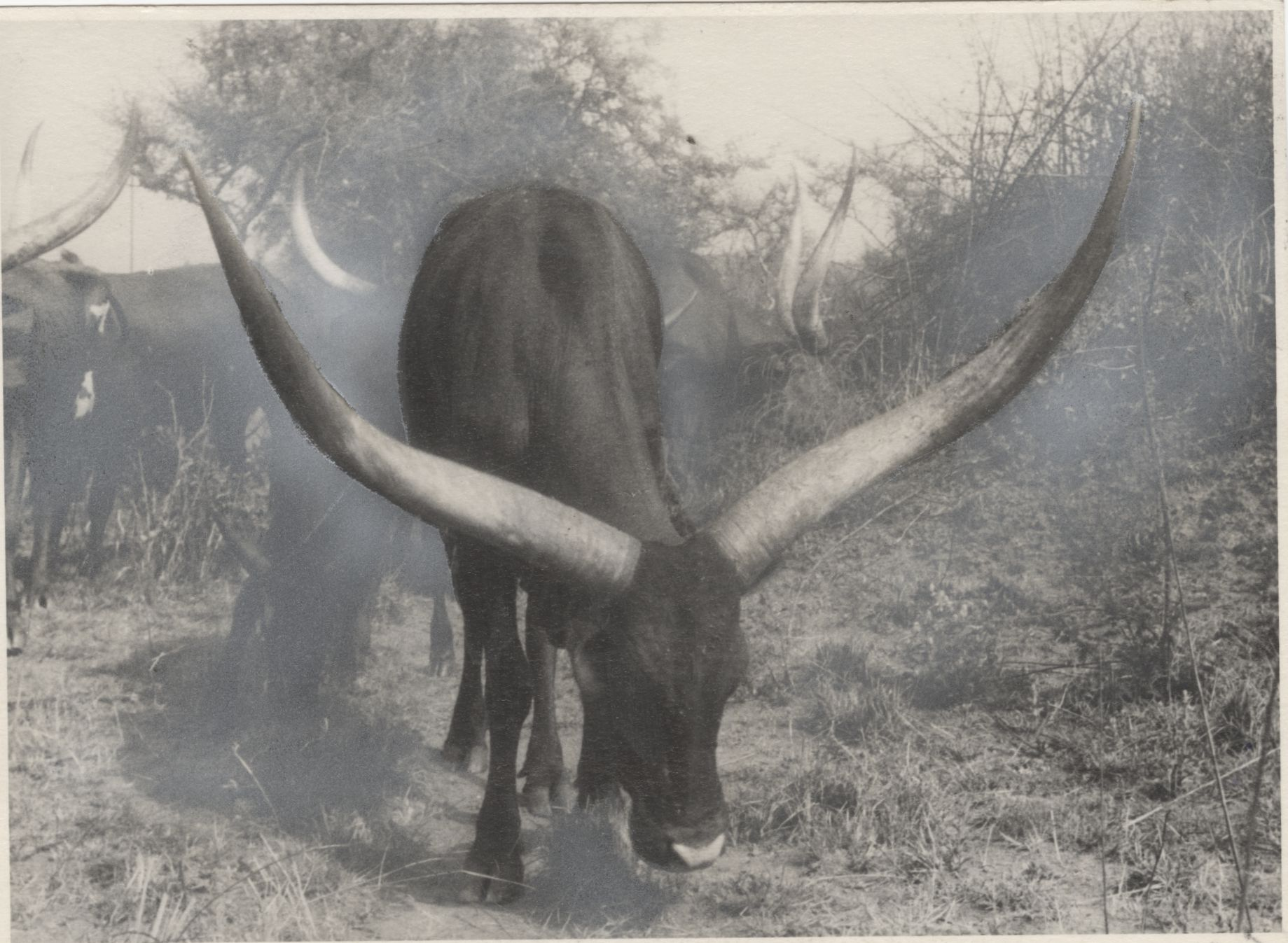
Esemplare immortalato nel 1955.

Nella classificazione originale di Linneo, gli zebù erano rappresentati come una specie indipendente (Bos indicus) rispetto alla vacca "comune" o "europea", così come l'estinto uro (Bos primigenius). Attualmente, si tende a considerare vacche, zebù ed uri come appartenenti ad una sola specie. Fra le denominazioni suggerite, una è quella che riprende il nome dell'uro, classificando le tre sottospecie Bos primigenius primigenius (uro), Bos primigenius taurus (vacca) e Bos primigenius indicus (zebù). Una denominazione alternativa utilizza invece il nome Bos taurus come nome principale della specie e classifica l'uro come Bos taurus primigenius e lo zebù come Bos indicus.
Fisicamente, gli zebù si distinguono dalle vacche europee per la gobba, la grande giogaia e le grandi orecchie; anche le corna sono spesso particolarmente arcuate e di grandi dimensioni. Hanno più ghiandole sudoripare e sopportano meglio i climi caldi e umidi, dimostrando anche una maggiore resistenza ai parassiti.

## Distribuzione
Gli zebù sono probabilmente originari dell'Asia dove si trovano ancora molte razze native, quali il Gir o il Kankrej in India. In gran parte dell'Asia, gli zebù sono il bovino più comune; solo Giappone, Corea e Mongolia hanno bovini di tipo europeo. Bovini di tipo europeo dovevano trovarsi originariamente anche in Africa; gli zebù furono importati e incrociati con le vacche locali. La massima concentrazione di geni di zebù in Africa è sulla costa orientale. Zebù particolarmente "puri" si trovano in Madagascar. La resistenza alla peste bovina ha contribuito a diffondere gli zebù in Africa a scapito di altre sottospecie.
In Brasile, gli zebù furono importati all'inizio del XX secolo ed incrociati con una razza europea, la Charolaise. L'incrocio, costituito per 5/8 da geni di Charolaise e per 3/8 da geni di zebù, viene detto Chanchim.
Lontana discendente dello zebù è la Piemontese, razza bovina tipica del Piemonte nata alla fine del XIX secolo.

## Razze zebuine
- Amrit Mahal Misore
- Azawark
- Boran
- Brahman
- Gir
- Goudalì
- Guzerat
- Hariana
- Nellore
- Ongole
- Sahival
- Tarparkar
- Zebù nano